# Santa Maria Maggiore
För andra betydelser, se Santa Maria Maggiore (olika betydelser).
Santa Maria Maggiore är en fornkristen basilika i Rom. Basilikan, som grundlades år 432, är den senast tillkomna av de fyra "större basilikorna" (basilicae maiores) i Rom (inklusive Peterskyrkan i Vatikanstaten). Basilikan är helgad åt Jungfru Maria och är belägen i Rione Monti. Santa Maria Maggiore är en av de fyra patriarkalbasilikorna.

## Historia
Den första kyrkan på denna plats uppfördes under Sixtus III:s pontifikat (432–440).
Mellan åren 1268 och 1953 var Santa Maria Maggiore säte för den latinske patriarken av Antiochia. Den siste patriarken var Roberto Vincentini. När han avled 1953 utsågs ingen efterträdare och ämbetet avskaffades 1964. En av de latinska patriarkerna var Giovanni Battista Pamphili, som 1644 valdes till påve Innocentius X.
Minnet av invigningen av basilikan firas den 5 augusti varje år. Påve Liberius fick ett budskap från Gud att bygga denna kyrka. Pesten härjade i Rom och påven drömde att det snöade på en av kullarna. Gud talade till honom och sade att han skulle bygga ett altare på denna kulle och be så skulle pesten försvinna, vilket han gjorde och pesten försvann. Därefter byggde han kyrkan och man firar minnet av detta med ett "snöfall" (vita blomblad) från kyrkans tak.
I närheten av högaltaret är arkitekten och skulptören Giovanni Lorenzo Bernini begravd.

### Begravda
Bland de som är begravda i basilikan finns:
Påvar
- Påve Clemens VIII, påve 1592–1602
- Påve Nicolaus IV, påve 1288–1292
- Helige Pius V, påve 1566–1572
- Påve Sixtus V, påve 1585–1590
- Påve Franciskus, påve 2013–2025

## Bilder

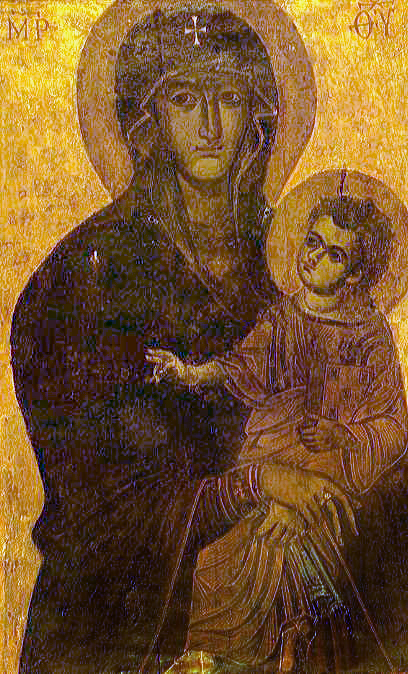
Ikonen Salus Populi Romani i Cappella Paolina, även benämnt Cappella Borghese.
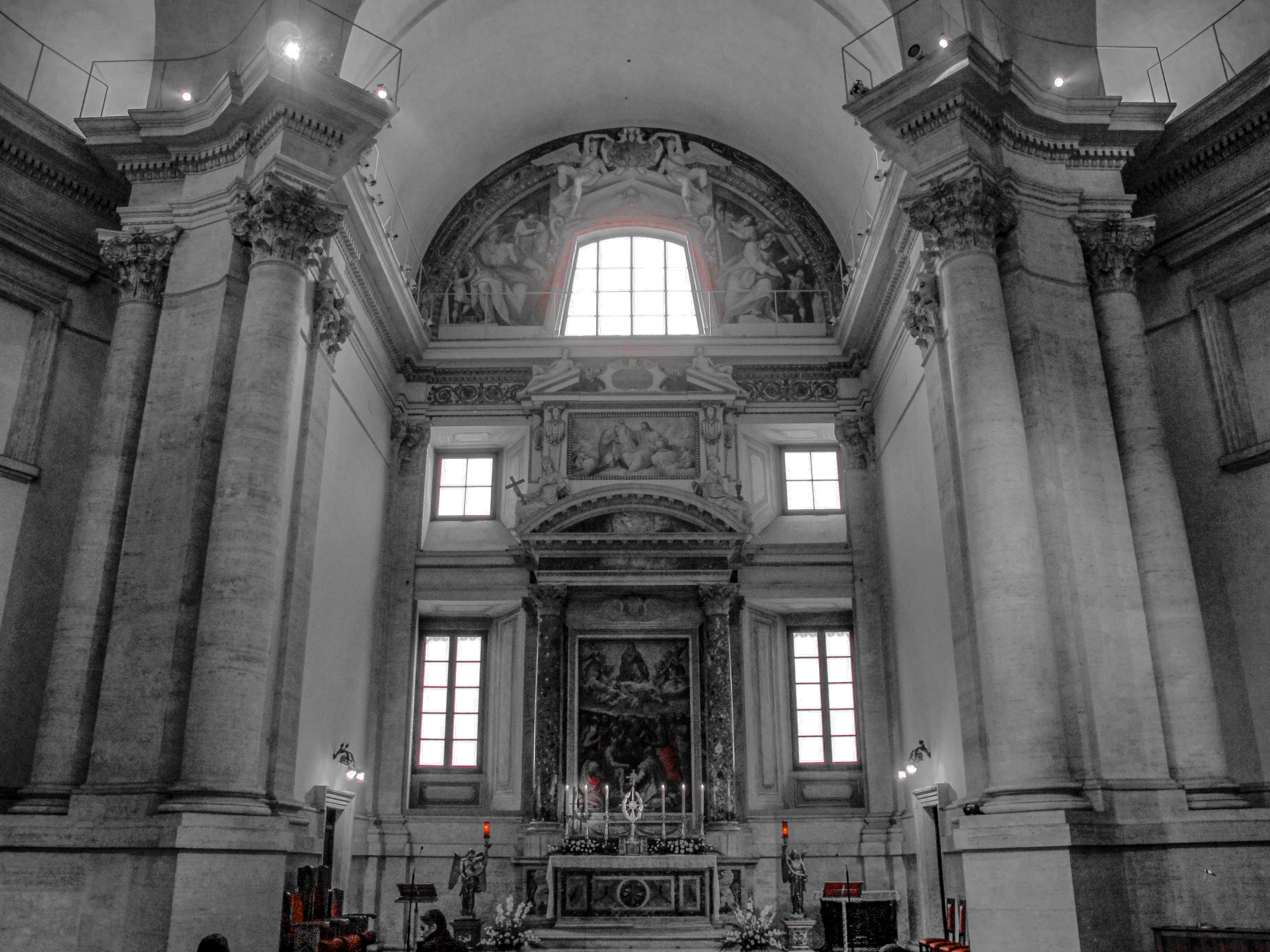
Cappella Sforza, ritat av Michelangelo.
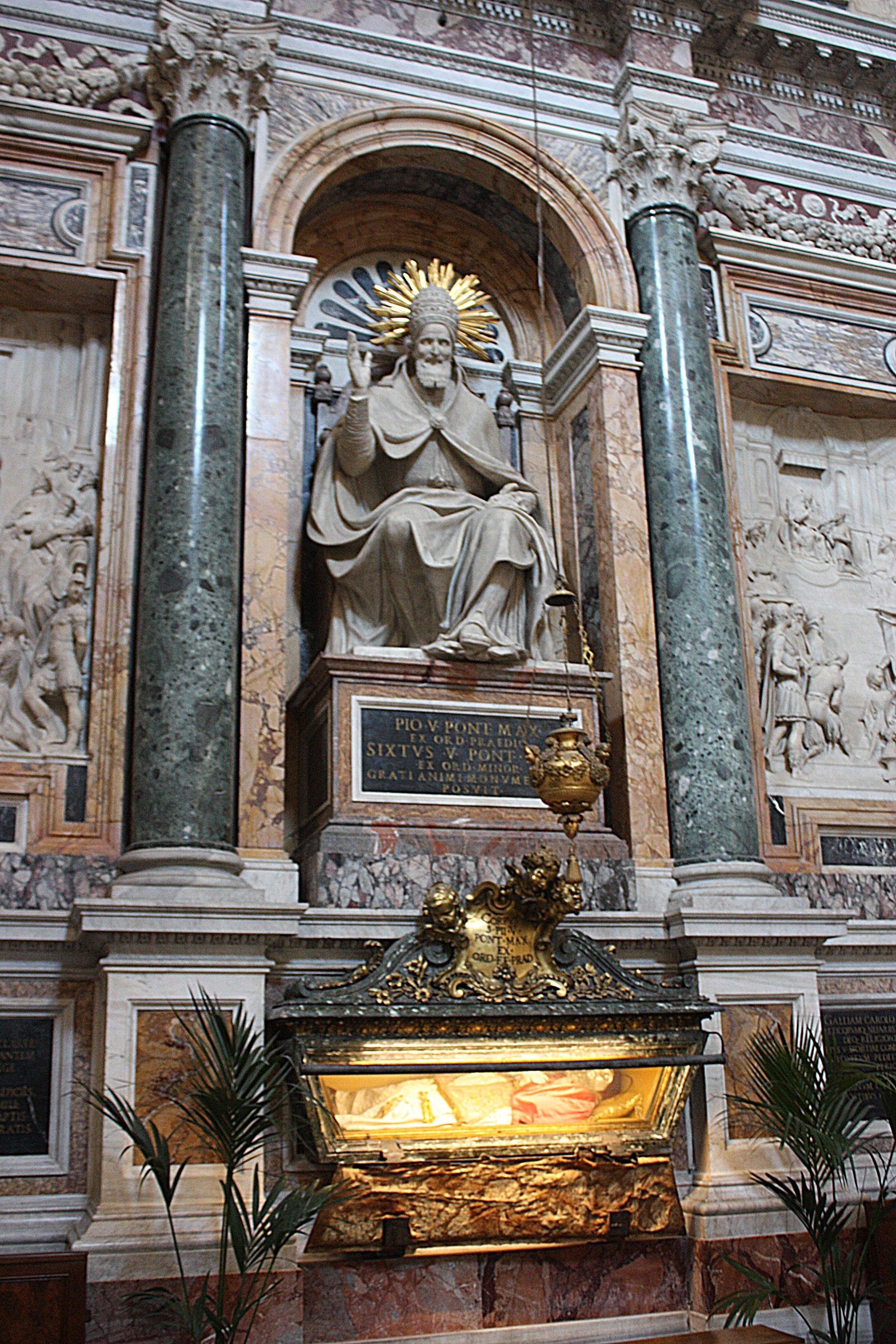
Pius V:s gravmonument i Cappella Sistina.
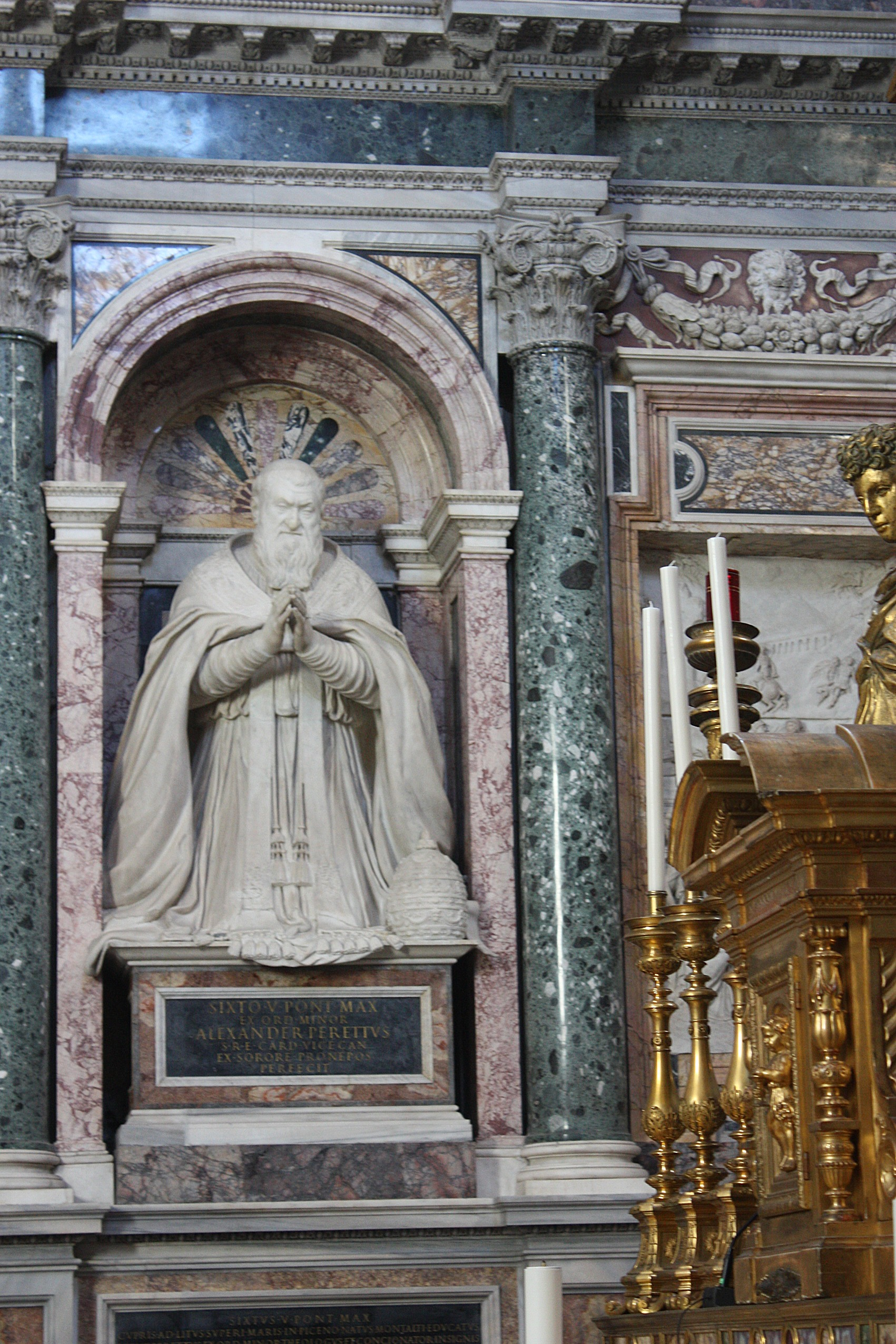
Sixtus V:s gravmonument i Cappella Sistina.
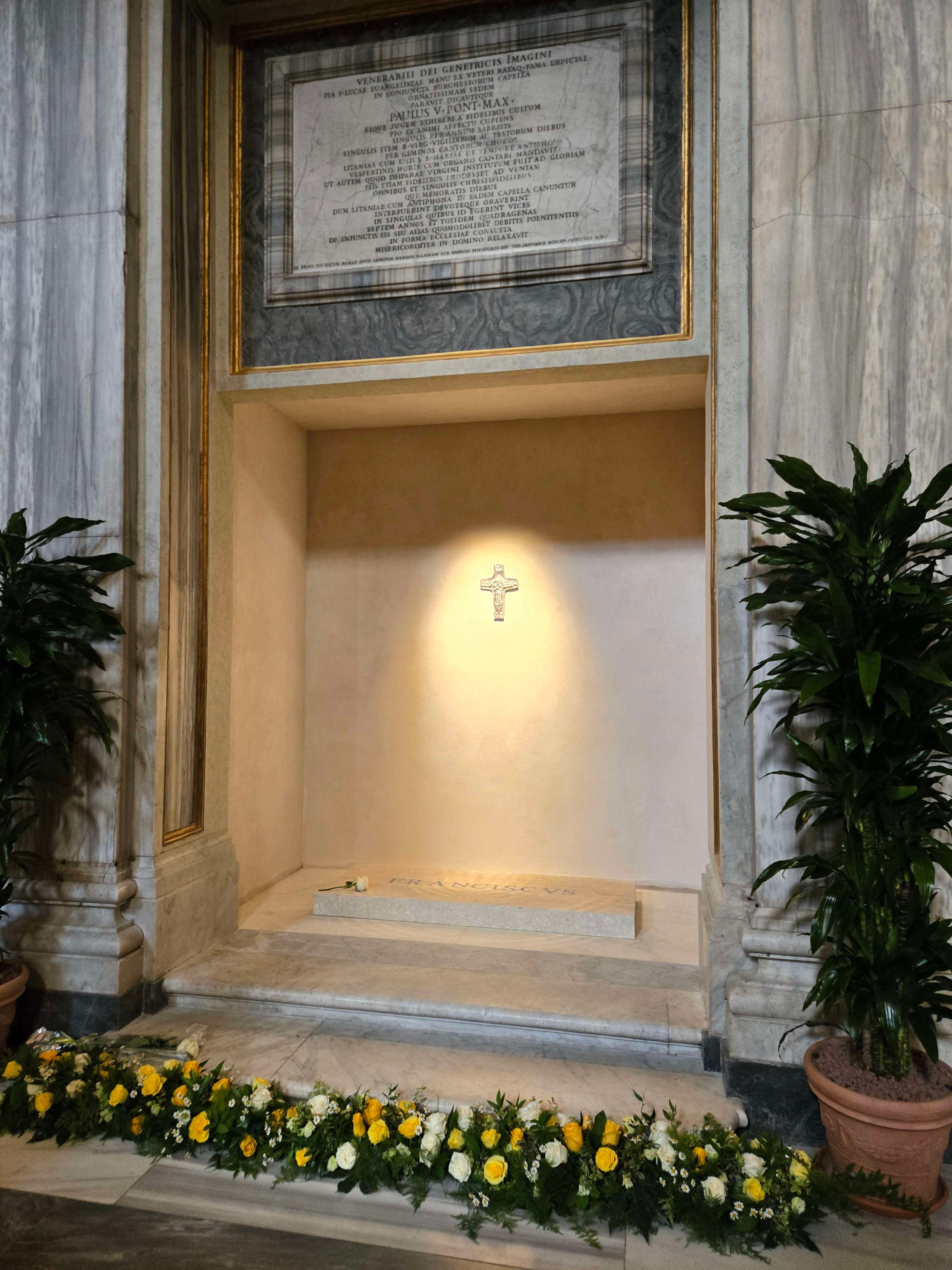
Franciskus grav i Santa Maria Maggiore.